# تورین (شیمی)
تورین (شیمی) (به انگلیسی: Thorin (chemistry)) یک ترکیب شیمیایی با شناسه پاب‌کم ۶۳۶۴۵۱۸ است.
شکل ظاهری این ترکیب، بلورهای زرد و نارنجی است.